# ليون

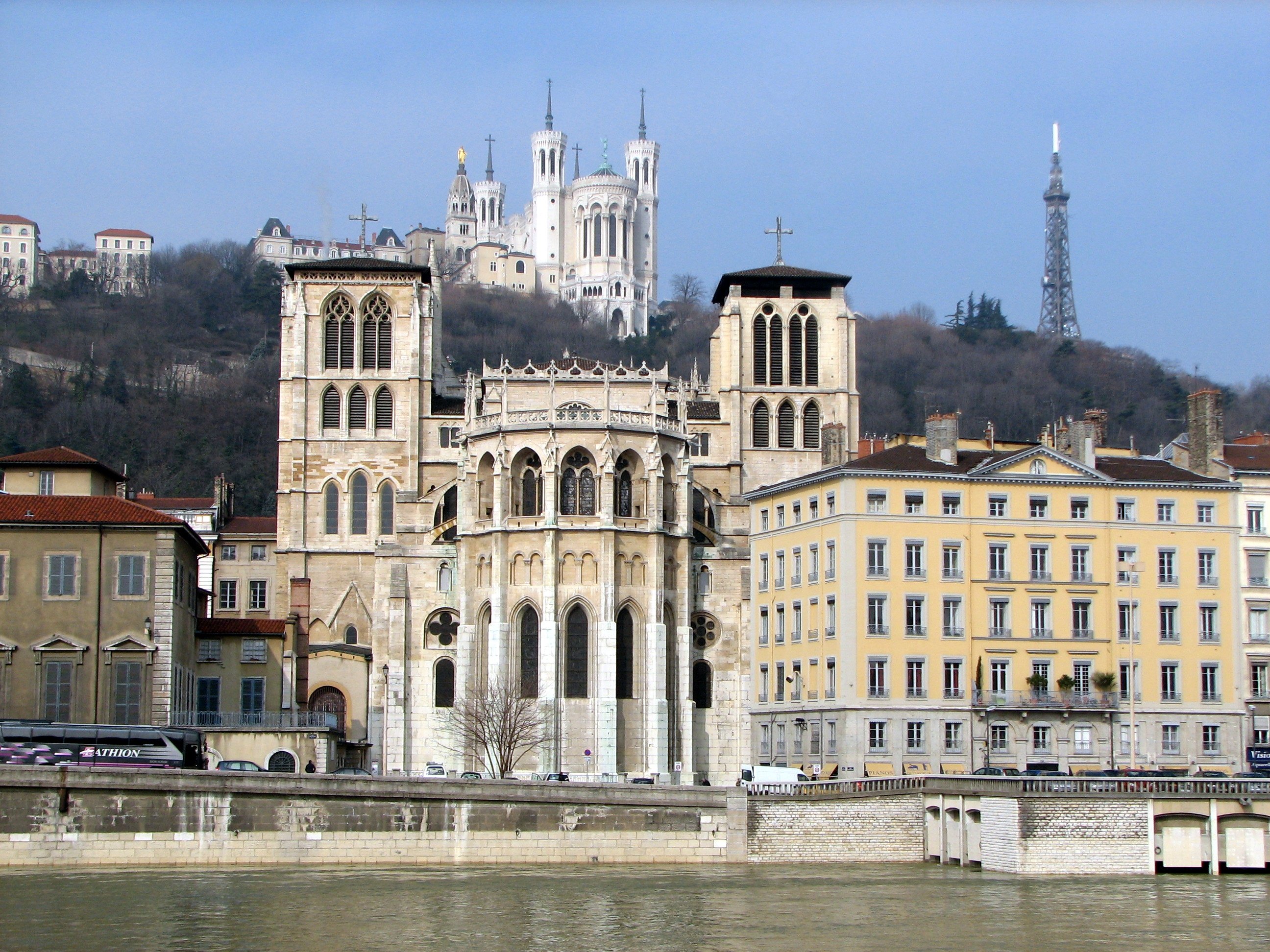
ليون

ليون (بالفرنسية: Lyon) وسمَّاها العرب لوذون و لوطون هي ثالث أكبر مدينة من حيث عدد السكان بعد مدينة باريس ومدينة مارسيليا، عاصمة إقليم رون ومنطقة رون ألب في جنوب شرق البلاد. تقع بين مدينتي باريس ومارسيليا. تبعد ليون 470 كم (292 ميل) عن باريس، 320 كلم (199 ميل) عن مارسيليا، 160 كلم (99 ميل) عن جنيف، 280 كلم (174 ميل) عن تورينو، و 600 كلم (373 ميل) عن برشلونة.فيها يلتقي نهرا الرون، والسون. تقسم ليون إلى تسعة دوائر رموزها البريدية من 69001 حتى 69009. تشتهر بصناعتها للنسيج، وبشكل خاص الحرير والرايون. يوجد في المدينة عدد كبير من شركات الغزل والنسيج والصباغة. كما أنها تشتهر أيضاً بصناعة السيارات، والصناعات الكيميائية، والكهربائية، وكذلك منتجات الزراعة. في عام 1998 صنفت منظمة اليونسكو المدينة القديمة في ليون ضمن مواقع التراث العالمي. وبها المقر الرئيسي للإنتربول

## تاريخ
بنيت مدينة ليون في موقع قرب مصب نهر الرون في البحر وأصبحت عاصمة لبلاد الغال القديمة وتعتبر في الوقت الحاضر أقدم موقع أثري روماني بعد روما ذاتها وهي تقع على أعمق نقطه في وادي الرون وتعتبر المدينة عاصمة الحرير حيث اخترع فيها طريقة الجاكار في النسيج وهي حاليا عاصمة منطقة الرون ألب وتتمتع بموقع فريد في وسط أوروبا وهي مدينة كبيرة وتزخر بالمصانع والمؤسسات التجارية والأسواق وتدين مدينة ليون في شخصيتها المتميزة للمناطق المحيطة بها كالتلال الشاهقه والسهول الشاسعه والنهرين المحيطين بها
و تضم المدينة العديد من المؤسسات الثقافية التي تساهم في تعزيز سمعتها الدولية وتشمل أوبرا ليون ومعهد الضوء و 27 متحفا كما تضم المدينة متحف الفنون الجميلة الذي يحتل موقع دير البنديكت الديم (قصر سانت بيير) وهو نموذج مصغر لمتحف اللوفر كما يوجد في المدينة 30 مطعم من أرقى المطاعم كذلك توجد بها ممرات مغطاة تصل بين شارع وآخر من خلال الساحات والمباني .
يمكن الوصول إليها من الدول العربية عن طريق مطار ليون الدولي أو عن طريق مطار جنيف والتي تبعد من 4 إلى 5 ساعات وتصل بالمدينة شبكة قطارات واسعة تصلها بالمدن المجاورة لها. سميت بـ«مدينة النهرين» لأنها ملتقى نهري الرون، والسون تعد بعد باريس ومرسيليا ثالث أكبر المدن الفرنسية من حيث عدد السكان. حيث يبلغ عدد سكانها 483,181 نسمة أما في التجمعات الحضرية حولها فيبلغ عدد السكان 1,422,331 نسمة، وتعتبر العاصمة الإدارية للرون ولمنطقة الرون الألبية.
|                          |                          |               |
| ليون تحت الحصار عام 1793 | ليون في القرن الثامن عشر | ليون عام 1860 |

## جغرافيا
وتهيمن جغرافيا ليون عن طريق نهري الرون وسون، أين تلتقي إلى الجنوب من وسط المدينة التاريخي تشكيل شبه الجزيرة أو "بريسكيل"؛ اثنين من التلال الكبيرة، واحد إلى الغرب واحد إلى الشمال من مركز المدينة التاريخي، وسهل الكبيرة التي تمتد شرقا من وسط المدينة التاريخي. بنيت المدينة في القرون الوسطى الأصلي (فيو ليون) في الضفة الغربية لنهر ساون عند سفح التل (فورفيل) غرب بريسكيل. هذا المجال، ومن المسلم به جنبا إلى جنب مع أجزاء من بريسكيل والكثير من (كروكس روسية) ضمن قائمة منظمة اليونسكو كموقع للتراث العالمي.
إلى الغرب (فورفيل)، المعروف باسم "التل المصلي"، قصر المطران، وجولة في (برج التلفزيون الواضح للغاية، تكرار آخر مرحلة من برج ايفل) وسكة حديد معلقة (خط سكة حديد على تل شديد الانحدار).

## المناخ
طقس ليون يعتبر حاجز بين المناخ المحيطي والمناخ الشبه المداري. تعتبر المدينة أبرد من باقي مناطق فرنسا شتاءً نتيجة لموقعها، عامة ليست باردة, متوسط 3.2 °م (37.8 °ف) في يناير. ويكون الجو دافئ في الصيف, يكون المتوسط 21.3 °م (70.3 °ف) في يوليو. وتهطل الأمطار بنسبة كافية طوال العام، في متوسط 840 مليمتر (33.1 بوصة)، لكن شهور الشتاء تعتبر أكثر شهور العام جفافاً، حيث تهطل الأمطار صيفاً
| البيانات المناخية لـليون          | البيانات المناخية لـليون | البيانات المناخية لـليون | البيانات المناخية لـليون | البيانات المناخية لـليون | البيانات المناخية لـليون | البيانات المناخية لـليون | البيانات المناخية لـليون | البيانات المناخية لـليون | البيانات المناخية لـليون | البيانات المناخية لـليون | البيانات المناخية لـليون | البيانات المناخية لـليون | البيانات المناخية لـليون |
| الشهر                             | يناير                    | فبراير                   | مارس                     | أبريل                    | مايو                     | يونيو                    | يوليو                    | أغسطس                    | سبتمبر                   | أكتوبر                   | نوفمبر                   | ديسمبر                   | المعدل السنوي            |
| --------------------------------- | ------------------------ | ------------------------ | ------------------------ | ------------------------ | ------------------------ | ------------------------ | ------------------------ | ------------------------ | ------------------------ | ------------------------ | ------------------------ | ------------------------ | ------------------------ |
| الدرجة القصوى °م (°ف)             | 17.9 (64.2)              | 21.9 (71.4)              | 25.7 (78.3)              | 30.1 (86.2)              | 34.2 (93.6)              | 38.4 (101.1)             | 39.8 (103.6)             | 40.5 (104.9)             | 35.8 (96.4)              | 28.4 (83.1)              | 23.0 (73.4)              | 20.2 (68.4)              | 40.5 (104.9)             |
| متوسط درجة الحرارة الكبرى °م (°ف) | 6.2 (43.2)               | 8.4 (47.1)               | 12.4 (54.3)              | 15.3 (59.5)              | 20.0 (68.0)              | 23.5 (74.3)              | 27.0 (80.6)              | 26.7 (80.1)              | 22.3 (72.1)              | 16.7 (62.1)              | 10.2 (50.4)              | 7.1 (44.8)               | 16.3 (61.4)              |
| متوسط درجة الحرارة الصغرى °م (°ف) | 0.1 (32.2)               | 1.2 (34.2)               | 3.3 (37.9)               | 5.6 (42.1)               | 9.9 (49.8)               | 13.1 (55.6)              | 15.6 (60.1)              | 15.3 (59.5)              | 11.9 (53.4)              | 8.4 (47.1)               | 3.6 (38.5)               | 1.5 (34.7)               | 7.5 (45.5)               |
| الهطول مم (إنش)                   | 52.9 (2.08)              | 50.5 (1.99)              | 54.8 (2.16)              | 72.3 (2.85)              | 87.7 (3.45)              | 80.2 (3.16)              | 62.0 (2.44)              | 69.0 (2.72)              | 88.3 (3.48)              | 94.7 (3.73)              | 75.1 (2.96)              | 55.5 (2.19)              | 843.1 (33.19)            |
| متوسط أيام هطول الأمطار           | 9                        | 9                        | 9                        | 10                       | 11                       | 9                        | 7                        | 7                        | 8                        | 10                       | 9                        | 10                       | 108                      |
| ساعات سطوع الشمس الشهرية          | 69                       | 97                       | 172                      | 180                      | 225                      | 232                      | 275                      | 259                      | 187                      | 111                      | 70                       | 55                       | 1٬932                    |
| [بحاجة لمصدر]                     |                          |                          |                          |                          |                          |                          |                          |                          |                          |                          |                          |                          |                          |

## الثقافة
تشتهر ليون بعيد الأضواء (بالفرنسية: Fête des Lumières) الذي يكون في 8 كانون الأول في كل عام، وهذا الاحتفال مخصص للسيدة العذراء (مريم عليها السلام). هذا الاحتفال تتميز به ليون حيث يقوم أهالي المدينة بوضع شموع وأضواء يضيئون بها شوارع المدينة، يستمر عيد الأضواء في ليون حوالي 4 أيام، إلى جانب الأضواء على شرفات المنازل تكون هناك عروض مختلفة تتعلق بالضوء وخاصة عروض فنية يستخدم فيها الضوء في صنع أشكال جميلة جدا على مباني المدينة، يأتي مئات الآلاف من الناس سنويا من فرنسا والعالم لمشاهدة هذا العرض.

## السكان

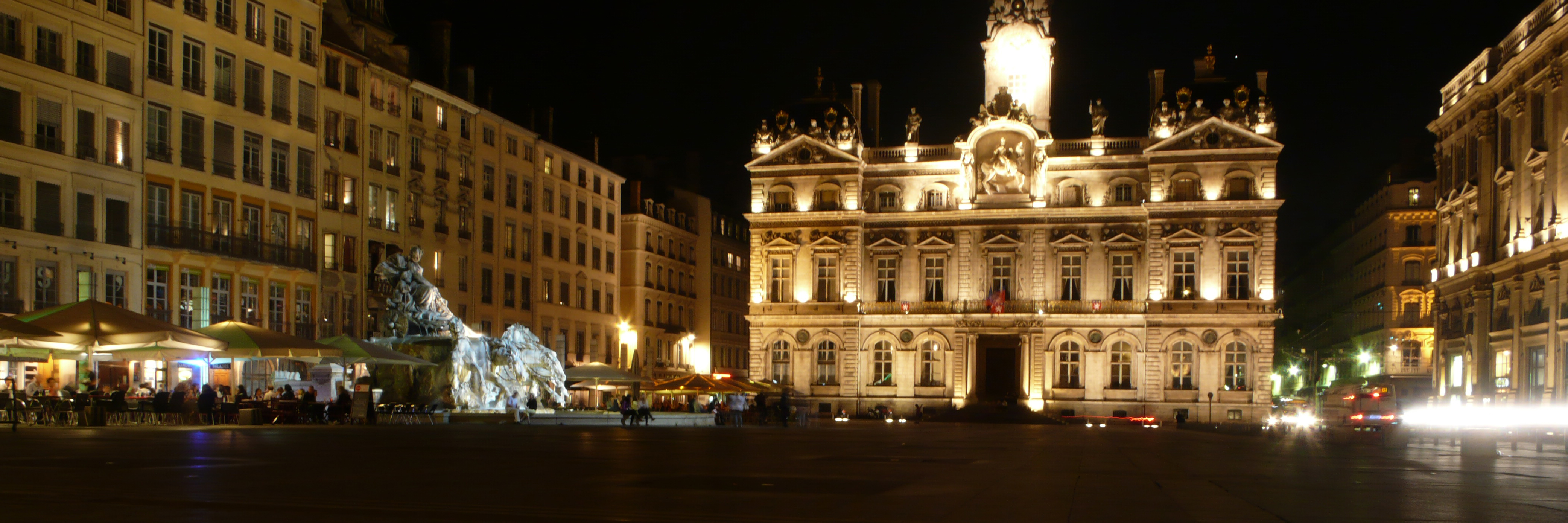
مبني أثري في ليون

## الاقتصاد

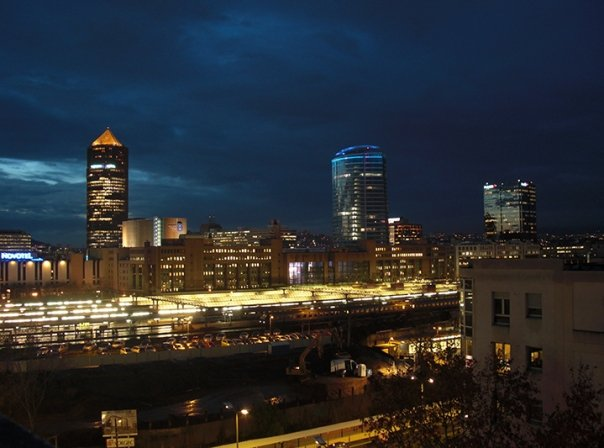
لا بار-ديو، الحي التجاري في ليون.

تشتهر ليون بصناعتها للنسيج، وبشكل خاص الحرير، فيوجد في المدينة عدد كبير من شركات الغزل والنسيج والصباغة. كما تشتهر أيضاً بصناعة السيارات، والصناعات الكيميائية، والكهربائية، ومنتجات الزراعة.

## الموسيقى
Opéra National de Lyon
يقع مبنى الأوبرا الذي بُني سنة 1930 بين وسط المدينة ونهر Rhone ويتكون من خمسة طوابق
ويتسع لنحو 1200 شخص.
Auditorium-Orchestre national de Lyon
مركز يستضيف حفلات الموسيقيين سنويا من كل أنحاء العالم.

## الديانات
أسس الملك فهد «المسجد الكبير في ليون» الذي يقع في الدائرة الثامنة وافتتح سبتمبر 1994 (بالفرنسية: Grande Mosquée de Lyon)، كما توجد عدة مساجد أخرى منها «مسجد الهدى» بالدائرة الخامسة، و«مسجد القبة» بالدائرة الأولى، و«مركز التوحيد الثقافي» بالدائرة السادسة، و«الجمعية الثقافية» بالدائرة الثالثة.

## كرة القدم
في القرن التاسع عشر تم إنشاء نادي Lyon Olympique للرياضات في سنة 1899 م. وبعد مرور عدة سنوات اختلف المسئولون عن رياضة الرجبي مع المسئولين في رياضة كرة القدم وقرروا فصل الناديين كما قرر المسؤولون عن رياضة كرة القدم تغيير الاسم إلى Olympique Lyonnais.
قبل سنة 1966 حقق الفريق بعض النجاحات حيث عندما تم تغيير مسمى الفريق إلى FC Lyon في سنة 1908 حقق الفريق بطولة الدوري سنة 1910. في سنة 1920 انتقل النادي إلى ملعب جيرلاند الذي صممه المهندس الفرنسي توني جارنييه قبل سبع سنوات.
وتم تغيير مسمى النادي مجددا إلى Lyon Olympique Universitaire وانضموا إلى ركب الأندية المحترفة في سنة 1942. وحقق في أول مرة يشارك فيها بطولة المنطقة الجنوبية للمحترفين متفوقا على فريق بوردو بفارق نقطتين. وبهذه النتيجة صعد الفريق إلى الدرجة الأولى اعتبارا من موسم 1945/1946 ولكن الفريق خاض مباراة البقاء وخسرها من فريق فيليكس لوت وبذلك عاد الفريق إلى الدرجة الثانية في سنة 1946.
وانتظر فريق ليون خمس سنوات من أجل الفوز ببطولة الدرجة الثانية والصعود إلى الدرجة الأولى في سنة 1951 وهي تعتبر البطولة الرسمية الأولى في سجل النادي. ولكن لم يصمد فريق ليون كثيرا حيث بقي في الدرجة الأولى موسم واحد وعاد مجددا إلى الدرجة الثانية. وقرر المدرب الفرنسي جوليان داروي أن يبعد اللاعبين الكبار في السن والاعتماد على اللاعبين الشبان الذين استطاعوا أن يحققوا حلم الصعود إلى الدرجة الأولى في سنة 1954 وهي ثاني مرة يفعلونها في خلال أربع سنوات.

## وصلات خارجية
- الموقع الرسمي